# Pachnobia beddeci
Pachnobia beddeci là một loài bướm đêm trong họ Noctuidae.